# مورتون (ایلینوی)
مورتون (به انگلیسی: Morton) یک روستا در ایالات متحده آمریکا است که در شهرستان تیزول، ایلینوی واقع شده‌است. مورتون ۳۳٫۸۳ کیلومتر مربع مساحت و ۱۶٬۲۶۷ نفر جمعیت دارد و ۲۱۶٫۷۲ متر بالاتر از سطح دریا واقع شده‌است.